# M2 (Ungern)
M2 är en motortrafikled i Ungern som går mellan Budapest och Hont. Den planeras byggas ut till gränsen mot Slovakien.

## Europavägsavsnitt
Motorvägen är europaväg längs hela sträckan, 
- E 77 Slovakien - Motorvägskorsning M0.

## Trafikplatser
|                                    | Km                                | Skyltning                                                                |
| ---------------------------------- | --------------------------------- | ------------------------------------------------------------------------ |
| Trafikplats                        | 17                                | Motorvägsring runt Budapest Nyíregyháza , Budapest / Esztergom, Újpest   |
| Trafikplats                        | 21                                | Fót / Dunakeszi                                                          |
| Trafikplats                        | 23                                | Dunakeszi-Tóváros / Fót-Kisalag                                          |
| Trafikplats                        | 25                                | Dunakeszi-Révdűlő                                                        |
| Rastplats                          | Alagi pihenőhely                  |                                                                          |
| Trafikplats                        | 29                                | Göd                                                                      |
| Trafikplats                        | 34                                | Sződliget / Sződ                                                         |
| Trafikplats                        | 37                                | Gödöllő, Vácrátót / Vác dél                                              |
| Trafikplats                        | 39                                | Rád, Vácduka / Vác-Alsóváros, Tahitótfalu                                |
| Trafikplats                        | 42                                | Kosd / Vác centrum, Deákvár                                              |
| Trafikplats                        | 48                                | Szob / Vác észak                                                         |
| Tunnel                             | 48                                | (proj.) alagút (1083 m)                                                  |
| Bro                                | 50                                | (proj.) Lósi-patak (550 m)                                               |
|                                    | (proj.) Pest megye / Nógrád megye |                                                                          |
| Tunnel                             | 51                                | (proj.) alagút (655 m)                                                   |
| Trafikplats                        | 56                                | (proj.) Nőtincs / Nógrád                                                 |
| Bro                                | 57                                | (proj.) Lókos-patak (1225 m)                                             |
| Trafikplats                        | 59                                | (proj.) Rétság dél                                                       |
| Bro                                | 60                                | (proj.) Pusztaberki-patak (445 m)                                        |
| Rastplats                          | 61                                | (proj.) pihenőhely                                                       |
| Trafikplats                        | 65                                | (proj.) Rétság észak / Érsekvadkert, Balassagyarmat                      |
| Bro                                | 68                                | (proj.) Derék-patak (550 m)                                              |
| Trafikplats                        | 74                                | (proj.) Nagyoroszi                                                       |
| Rastplats                          | 83                                | (proj.) Drégelypalánki pihenőhely                                        |
| Trafikplats                        | (proj.) Drégelypalánk             |                                                                          |
| Gränsövrergång, Schengensamarbetet | 88                                | Gränsövrergång Parassapuszta (H) – Šahy (SK) → Slovakien Banská Bystrica |